# العلاقات الإيرانية المولدوفية
العلاقات الإيرانية المولدوفية هي العلاقات الثنائية التي تجمع بين إيران ومولدوفا.

## مقارنة بين البلدين
هذه مقارنة عامة ومرجعية للدولتين:
| وجه المقارنة                                              | إيران                    | مولدوفا                           |
| --------------------------------------------------------- | ------------------------ | --------------------------------- |
| المساحة (كم2)                                             | 1.65 مليون               | 33.85 ألف                         |
| عدد السكان (نسمة)                                         | 79.97 مليون              | 2.55 مليون                        |
| الكثافة السكانية (ن./كم²)                                 | 48.47                    | 75.33                             |
| العاصمة                                                   | طهران                    | كيشيناو                           |
| اللغة الرسمية                                             | لغة فارسية               | اللغة المولدوفية، اللغة الرومانية |
| العملة                                                    | ريال إيراني              | ليو مولدوفي                       |
| الناتج المحلي الإجمالي (بليون دولار)                      | 439.51 مليار             | 8.13 مليار                        |
| الناتج المحلي الإجمالي (تعادل القوة الشرائية) بليون دولار | 1.36 تريليون             | 17.94 مليار                       |
| الناتج المحلي الإجمالي الاسمي للفرد دولار أمريكي          |                          | 3.65 ألف                          |
| الناتج المحلي الإجمالي للفرد دولار أمريكي                 |                          | 4.98 ألف                          |
| مؤشر التنمية البشرية                                      | 0.766                    | 0.693                             |
| رمز المكالمات الدولي                                      | +98                      | +373                              |
| رمز الإنترنت                                              | .ir،                     | .md                               |
| المنطقة الزمنية                                           | ت ع م+03:30، توقيت إيران | ت ع م+02:00، ت ع م+03:00          |

## منظمات دولية مشتركة
يشترك البلدان في عضوية مجموعة من المنظمات الدولية، منها:
| علم المنظمة | اسم المنظمة                        | تاريخ انضمام إيران | تاريخ انضمام مولدوفا |
| ----------- | ---------------------------------- | ------------------ | -------------------- |
|             | مؤسسة التنمية الدولية              | 10 أكتوبر 1960     | 14 يونيو 1994        |
|             | يونسكو                             | 6 سبتمبر 1948      | 27 مايو 1992         |
|             | وكالة ضمان الاستثمار متعدد الأطراف | 15 ديسمبر 2003     | 9 يونيو 1993         |
|             | الأمم المتحدة                      | 24 أكتوبر 1945     | 2 مارس 1992          |
|             | الفريق المعني برصد الأرض           | ?                  | ?                    |
|             | الاتحاد البريدي العالمي            | ?                  | ?                    |
|             | البنك الدولي للإنشاء والتعمير      | 29 ديسمبر 1945     | 12 أغسطس 1992        |
|             | منظمة حظر الأسلحة الكيميائية       | ?                  | ?                    |
|             | مؤسسة التمويل الدولية              | 28 ديسمبر 1956     | 10 مارس 1995         |
|             | منظمة الشرطة الجنائية الدولية      | ?                  | ?                    |

## وصلات خارجية
- موقع وزارة الخارجية الإيرانية
- موقع وزارة الخارجية المولدوفية